# Amee
Amee, pseudonimo di Huyền My Trần (Hanoi, 23 marzo 2000), è un'attrice e cantante vietnamita.
Ha attirato l'attenzione del pubblico per la prima volta nel 2019 quando ha pubblicato la sua canzone di debutto “Anh Nhà Ở Đâu Thế”. È meglio conosciuta per essere la prima artista donna solista a uscire dalla St.319 Entertainment. È la più giovane artista vietnamita che ha vinto ai MAMA Awards per “Miglior nuovo artista asiatico in Vietnam”.
Oltre a "Anh nhà đâu thế?", Amee è anche nota per le sue canzoni "Đen đá không đường" (caffè nero ghiacciato senza zucchero) e "Sao anh chưa về nhà?" (Perché non torni a casa ancora?) O "Mama Boy".  Nel dicembre 2020, ha pubblicato il suo primo album dreAMEE e ha eseguito il primo spettacolo acustico dal vivo con lo stesso nome con l'idea di "curare" i suoi fan con la sua musica soft durante il periodo ansioso della pandemia COVID-19.
Prima di vincere un premio al MAMA 2020, Amee aveva già ricevuto diversi premi nazionali come "Miglior video dell'anno" ai Metub WebTV Asia Awards 2019, "Miglior canzone" ai Green Wave Awards 2019, "Top 10 video musicali Vietnam" a YouTube Rewind 2019, "Best New Artist" agli Zing Music Awards 2019 e "New Revelation of the Year" al Dedication Music Award 2020.

## Discografia

### Album in studio
- 2020 – Dreamee

### Raccolte
- 2020 – Dreamee (Acoustic)

### Singoli
- 2019 – Dreamee
- 2019 – Đen đá không đường
- 2019 – Trời giấu trời mang đi (con ViruSs)
- 2020 – Sao anh chưa về nhà (#HappyAtHome)
- 2020 – Yêu thì yêu không yêu thì yêu
- 2020 – Dấu yêu vô hình (feat. Osad)
- 2020 – Em bé (con Karik)
- 2021 – Nói hoặc không nói
- 2022 – Thay mọi cô gái yêu anh
- 2022 – Hai mươi hai (22) (con Hứa Kim Tuyền)
- 2022 – Shay nắnggg (con Obito)

## Filmografia
- 2021 – The Guardian, regia di Victor Vu (2021)